# Андорра на літніх Олімпійських іграх 2020
Андорра взяла участь на літніх Олімпійських іграх 2020 року в Токіо. Спочатку планувалося проведення з 24 липня до 9 серпня 2020 року, Ігри були перенесені на 23 липня до 8 серпня 2021 року через пандемію COVID-19.  Це був дванадцятий поспіль виступ країни на літніх Олімпійських іграх.

## Спортсмени
Далі наводиться список кількості учасників Ігор.
| Вид спорту     | Чоловіки | Жінки | Усього |
| -------------- | -------- | ----- | ------ |
| Легка атлетика | 1        | 0     | 1      |
| Каное          | 0        | 1     | 1      |
| Усього         | 1        | 1     | 2      |

## Легка атлетика
Андорра отримала слоти універсальності від IAAF, щоб відправити двох спортсменів (одного чоловіка та одну жінку) на Олімпійські ігри. 
Легенда
- Note -  для трекових дисциплін місце вказане лише для забігу, в якому взяв участь спортсмен
- Q = Кваліфікований для наступного раунду
- q = Кваліфікований на наступний раунд як такий, що найшвидше програв,  або , у польових змаганнях, за позицією без досягнення кваліфікаційної мети
- NR = Національний рекорд
- N/A (Не застосовується) = Раунд не застосовується до події
- Bye = Спортсмену не потрібно брати участь у раунді

Трек і дорожні дисципліни
| Спортсмен | Дисципліна      | Попередній забіг | Попередній забіг | Півфінал        | Півфінал        | Фінал           | Фінал           |
| Спортсмен | Дисципліна      | Результат        | Місце            | Результат       | Місце           | Результат       | Місце           |
| --------- | --------------- | ---------------- | ---------------- | --------------- | --------------- | --------------- | --------------- |
| Пол Мойя  | Чоловіки, 800 м | 1:47:44          | 7                | Завершив виступ | Завершив виступ | Завершив виступ | Завершив виступ |

## Каное

### Слалом
Андоррка отримала можливість виступити з одним човном на чемпіонаті світу ICF з каноє-слалому 2019 року в іспанському місті Ла-Сеу-д'Урхелл, ознаменувавши повернення країни до спорту після дванадцятирічної перерви. 
| Спортсмен               | Дисципліна | Попередній раунд | Попередній раунд | Попередній раунд | Попередній раунд | Попередній раунд | Попередній раунд | Півфінал | Півфінал | Фінал            | Фінал            |
| Спортсмен               | Дисципліна | Запуск 1         | Місце            | Запуск 2         | Місце            | Найкраще         | Місце            | Час      | Місце    | Час              | Місце            |
| ----------------------- | ---------- | ---------------- | ---------------- | ---------------- | ---------------- | ---------------- | ---------------- | -------- | -------- | ---------------- | ---------------- |
| Моніка Дорія Віларрубла | Жінки, K-1 | 110,57           | 11               | 110,54           | 13               | 110,54           | 14               | 118.15   | 16       | Завершила виступ | Завершила виступ |
| Моніка Дорія Віларрубла | Жінки, С-1 | 113.78           | 6                | 119.69           | 14               | 113.78           | 9 Q              | 128.32   | 11       | Завершила виступ | Завершила виступ |